# بلگ (مجارستان)
بلگ (به مجاری:  Beleg) یک شهرداری در مجارستان است که در ناحیه نادی‌آتاد واقع شده‌است. بلگ ۱۷٫۹۹ کیلومتر مربع مساحت و ۶۸۴ نفر جمعیت دارد.